# Jordi Banacolocha
Jordi Banacolocha (Barcelona, 1944) és un actor català.
En teatre, ha participat en nombrosos muntatges com ara Final d'estiu amb tempesta de Francesc Lucchetti (1991), L'art de la comèdia d'Eduardo De Filippo (1992), Un dia de Mercè Rodoreda (1993), Després de la pluja de Sergi Belbel (1993), Mala sang de David Plana (1997), Les variacions Goldberg de György Tabori (2001), Dissabte, diumenge i dilluns d'Eduardo De Filippo (2002), Amor Fe Esperança d'Ödön von Horváth (2005), El cercle de guix caucasià de Bertolt Brecht (2008), Agost de Tracy Letts (2010), Liceistes i Cruzados de Serafí Pitarra (2014), Lluny de Nuuk (2010), Barcelona (2013) i La dona del sis-cents (2019) de Pere Riera.
És un intèrpret habitual en sèries televisives: Nissaga de poder (1996), Plats bruts (1999-2002), Hospital Central (2002-04), El cor de la ciutat (2004-05), Ventdelplà (2005-10), Isabel (2012-13), Cuéntame cómo pasó (2013-14) i Kubala, Moreno i Manchón (2014).
L'any 2014 rebé el premi Arlequí de teatre.